# Емилијано Запата
Емилијано Запата Салазар (шп. Emiliano Zapata Salazar; Сан Мигел Аненеквилко, 8. август 1879 — Чинамека, 10. април 1919) био је вођа мексичког сељачког покрета за аграрну реформу у мексичкој револуцији (1910—1917).
Емилијано Запата рођен је 8. августа 1879. у месту Сан Мигел Аненеквилко, а које се данас зове Аненекуилко де лос Запата у савезној држави Морелос. Његови родитељи били су мешавина индијанског и белачког порекла. Запата је био неписмени сељак скоро чисте домородачке тј. астечке крви, што казује и сам податак да је велики период свог живота говорио само науатл језиком. Окупио је војску домородаца из села и хацијенди Морелоса и под крилатицом Земља и слобода придружио се мексичком револуционару Франциску Мадери 1910. године у устанку против диктатора Порфирија Дијаза. Запата је формулисао свој план аграрне реформе под именом План Ајала у којем је тражио прерасподелу земље за домородачко становништво. Разочаран што Мадеро не проводи аграрне реформе, а тражи распуштање сељачких герилских одреда и разоружање сељака Запата одбија да се покори новој влади. Он заједно са својим истомишљеницима захтева неодложно провођење аграрне реформе и конфискацију оне земље која припада непријатељима револуције.
И након Мадеровог пада 1913. године и доласка на власт диктатора Викторијана Уерте, и касније када је то место преузео Венустијано Каранза, Запата је наставио да се бори против актуелних власти удружен с Панчом Виљом. Они заједничким снагама крајем 1914. успевају на кратко освојити главни мексички град Мексико Сити. Након повлачења из главног града у јануару 1915. године Запата годинама успешно ратује против боље наоружаног и опремљеног непријатеља у северном подручју Мексика. На територији која је била под његовом влашћу сељацима даје земљу, у складу са планом Ајала и обнавља револуцију под крилатицом Земља и слобода. То је био акт револуционарно-антифеудалног карактера који је имао великог одјека како у Мексику тако и у другим земљама Латинске Америке. Емилијано Запата с надом је поздравио Октобарску револуцију у Русији. Запата је остао у опозицији, борећи се против репресије, до 1919.
Емилијано Запата је, намамљен на састанак са владиним трупама, убијен 10. априла 1919. из заседе у месту Чнамека.
Иако су побуњеници наставили борбу, конзервативци су победили и Запатине идеје о праведној дистрибуцији земље су остале игнорисане до председниковања Лазара Карденаса касних тридесетих. У Мексику његово име још увек је симбол антифеудалне борбе и легендарног јунака мексичке револуције. Његов живот је инспирација за безброј легенди и балада. Током целог 20. века, људи широм света су устајали против угњетавања са Запатиним покличем:
Боље је умрети на ногама него живети на коленима!
Године 1994. избија устанак сеоског становништва индијанског порекла (потомци Индијанаца Маја), у мексичкој области Чијапас. Устаници себе називају запатистима и сматрају се настављачима његове борбе.